# Мак-Колейвилл (тауншип, Миннесота)
Мак-Колейвилл (англ. McCauleyville) — тауншип в округе Уилкин, Миннесота, США. На 2000 год его население составило 56 человек.

## География
По данным Бюро переписи населения США площадь тауншипа составляет 25,7 км², из которых 25,7 км² занимает суша, водоёмов нет.

## Демография
По данным переписи населения 2000 года здесь находились 56 человек, 24 домохозяйства и 16 семей. Плотность населения —  2,2 чел./км². На территории тауншипа расположено 26 построек со средней плотностью 1,0 построек на один квадратный километр. Расовый состав населения: 100,00 % белых.
Из 24 домохозяйств в 29,2 % воспитывались дети до 18 лет, в 66,7 % проживали супружеские пары, в 4,2 % проживали незамужние женщины и в 29,2 % домохозяйств проживали несемейные люди. 25,0 % домохозяйств состояли из одного человека, при том 16,7 % из — одиноких пожилых людей старше 65 лет. Средний размер домохозяйства — 2,33, а семьи — 2,71 человека.
23,2 % населения — младше 18 лет, 3,6 % — в возрасте от 18 до 24 лет, 23,2 % — от 25 до 44, 32,1 % — от 45 до 64, и 17,9 % — старше 65 лет. Средний возраст — 45 лет. На каждые 100 женщин приходилось 100,0 мужчин. На каждые 100 женщин старше 18 приходилось 104,8 мужчин.
Средний годовой доход домохозяйства составлял 42 813 долларов, а средний годовой доход семьи —  44 063 доллара. Средний доход мужчин —  28 750  долларов, в то время как у женщин — 11 250. Доход на душу населения составил 21 842 доллара. За чертой бедности не находилась ни одна семья и 5,0 % всего населения тауншипа.